# Anton Webern

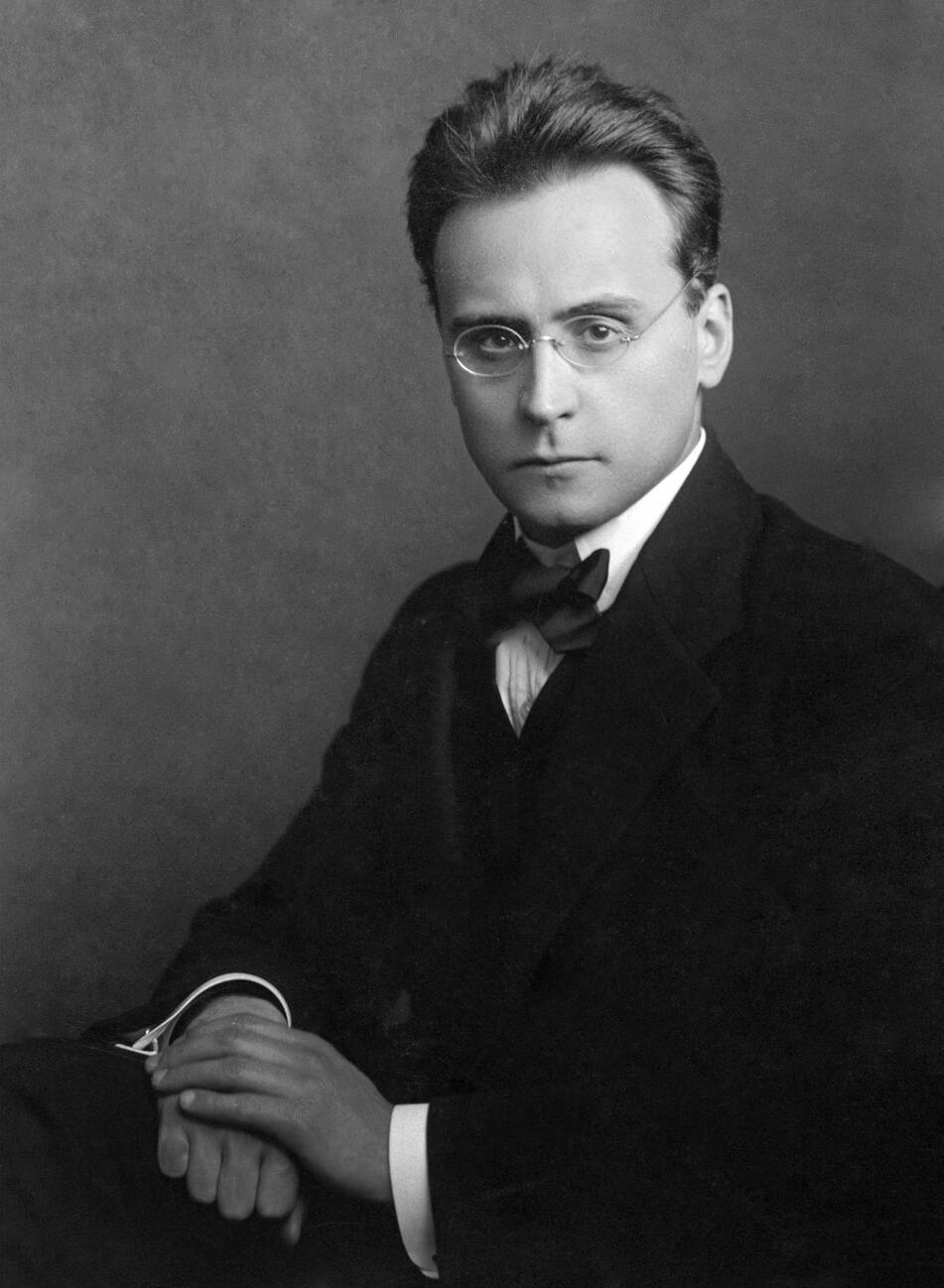
Anton Webern în Stettin, octombrie 1912

Anton Webern (n. 3 decembrie 1883 – d. 15 septembrie 1945) a fost un compozitor austriac. Creația sa se întemeiază pe tehnica dodecafonică. Webern a fost discipolul lui Arnold Schoenberg, inițiatorul dodecafonismului.
Cea mai valoroasă lucrare a sa este considerată a fi piesa pentru orchestră intitulată „Passacaglia.”